# Causas y antecedentes de la guerra del Pacífico
Las causas y antecedentes de la guerra del Pacífico son las expectativas, relaciones, estructuras, intenciones e intereses de Perú, Bolivia y Chile que los condujeron a la guerra del Pacífico ocurrida entre 1879 y 1883. 
Las causas de la guerra fueron varias, profundas y complejas. Entre ellas se han nombrado las difusas fronteras coloniales entre Chile y Bolivia, los intereses económicos contrapuestos por la explotación del salitre, la lucha por la hegemonía en la costa oeste de América del Sur entre Perú y Chile, una alianza de Perú y Bolivia que amenazaba a Chile, un gobierno boliviano iliberal y sin conocimiento de las capacidades reales suyas y de los vecinos, un gobierno peruano incapaz de tomar decisiones impopulares y un gobierno chileno que aprovechó la oportunidad dada por Bolivia para hacerse dueño del territorio de Antofagasta y luego de Tarapacá. En torno a todas estas, existió una atmósfera de sospechas, envidia y mala voluntad entre los tres pueblos hermanos.

## Causas directas e indirectas y factores de una guerra
Existen diferentes caminos para investigar sistemáticamente las causas de la guerra, sin embargo, existen pocas directrices de tipo normativo, poca capacidad predictiva y enormes divisiones en ese campo. No existen consensos sobre los orígenes de una guerra en general, ni métodos para encontrarlos ni criterios para evaluar su importancia. Aquí mencionaremos tres aproximaciones al tema que demuestran su complejidad.

### Rudolph Rummel
El científico estadounidense J. R. Rummel ve la guerra como el resultado de una sucesión de hechos que ocurren en un espacio bidimensional de intensidad y tiempo. El  analiza el desarrollo de los conflictos que conducen a una guerra y los desmenuza en el siguiente esquema:

Causas y factores de una guerra, J. R. Rummel

Un conflicto nace cuando una parte desaprueba el desarrollo que toman los acontecimientos de su interés. Primero viene el conflicto, luego la incertidumbre, la prueba y observación, la coerción no violenta, la coerción violenta y por último el uso de la fuerza. Para cada uno de estas fases de desarrollo de la tensión existen causas que pueden ser necesarias, suficientes o necesaria-suficientes y además factores que influyen y que pueden ser caracterizados como atenuantes, agravantes y detonantes.
Esto explica la multitud de causas que se encuentran en la literatura para la guerra del Pacífico. Cada una de ellas puede estar en una de las fases o ser uno de los factores que conducen a la guerra.
Esto también desmonta la igualdad entre causa y culpa de la guerra. Una guerra no estalla abruptamente en un momento sino que el resultado de una larga acumulación de hechos que llevan al uso de la violencia.

### Jackson y Morelli
Jackson y Morelli estudian las causas de una guerra en tanto responden a la pregunta ¿por qué no pudo mantenerse la paz si las partes estaban dirigidas por personas racionales y cuidadosas?. Para tomar la decisión de ir a la guerra, afirman Jackson y Morelli, una de las partes debió estar convencida de que los logros (riquezas, honor, etc) serían mayores que los costos del conflicto. Pero, además, debe existir en las negociaciones que precedieron a la guerra, una falla que impidió obtener resultados satisfactorios para ambas partes. El estudio de esas fallas explicará el tipo de guerra que sigue y su duración, afirman los autores. Las posibles razones estudiadas son:
1. información asimétrica sobre los potenciales costos y beneficios de la guerra
2. incapacidad de imponer (en su país) un acuerdo o la incapacidad de demostrar su compromiso con el acuerdo
3. imposibilidad de dividir los recursos en disputa
4. problemas de representación, cuando los incentivos a los líderes difieren con los intereses de quienes representan
5. interacciones multilaterales

### Fabián Berrios
El autor chileno Fabián Berrios publicó en 2016 una extensa obra sobre las causas de la guerra del Pacífico y dividió el extenso camino de estudio en los siguientes capítulos:
- Parte I Manantiales lejanos y horizontes visibles. Los orígenes distantes y causales de la guerra del Pacífico.
  - Capítulo 1: Fronteras para un desierto, la cuestión limítrofe. (42 páginas)
  - Capítulo 2: El epicentro de las diferencias, los conflictos de la colonia y la independencia. (43 páginas)
  - Capítulo 3: De Tiwanaku al Chamac Pacha: esbozo de la realidad boliviana hasta la guerra del Pacífico. (34 páginas)
  - Capítulo 4: Crónica del desastre: Esbozo de la realidad peruana hasta la guerra del Pacífico. (34 páginas)
  - Capítulo 5: Con los dientes apretados: Esbozo de la realidad chilena hasta la guerra del Pacífico. (34 páginas)
  - Capítulo 6: Las tres dimensiones de lo social y lo político hasta 1879: la política de las elites y la "cuestión social". (23 páginas)
  - Capítulo 7: Los grandes escenarios: El contexto mundial en el siglo XIX. (16 páginas)
  - Capítulo 8: Al ritmo de la diplomacia (36 páginas)
- Parte II En curso de colisión. Las causas desencadenantes de la guerra del Pacífico.
  - Capítulo 1: El desentierro de un olvidado. El tratado secreto de 1873 y la mediación de Lavalle. (29 páginas)
  - Capítulo 2: Los señores del caliche: El factor Toco y el conflicto de competencia del monopolio salitrero estatal peruano con la Compañía de Salitres y Ferrocarril de Antofagasta. (60 páginas)
  - Capítulo 3: Rojo el seis; Negro el catorce: El impuesto de los diez centavos y la rescisión a la Compañía de Salitres y Ferrocarril de Antofagasta. (20 páginas)
  - Capítulo 4: Cartas para una intriga: Los argumentos de Lorenzo Claro. (13 páginas)
  - Capítulo 5: El preludio de los héroes: Fuerzas Armadas y tensión de los recursos nacionales. (60 páginas)

De esta manera el historiador recoge los hechos ocurridos en la historia de las tres naciones, en los planos social, económico, político, diplomático, militar y cultural para representar la complejidad de las causas de la guerra. (Entre paréntesis están dados el número de páginas que abarca el capítulo correspondiente.)

## Contexto de la guerra

### América precolombina
Varios autores han señalado que ya antes de la colonia, la expansión del imperio Incaico había enfrentado en la guerra inca-mapuche a los pueblos que habitaban lo que más tarde sería Chile y Perú.

### Colonia sin fronteras

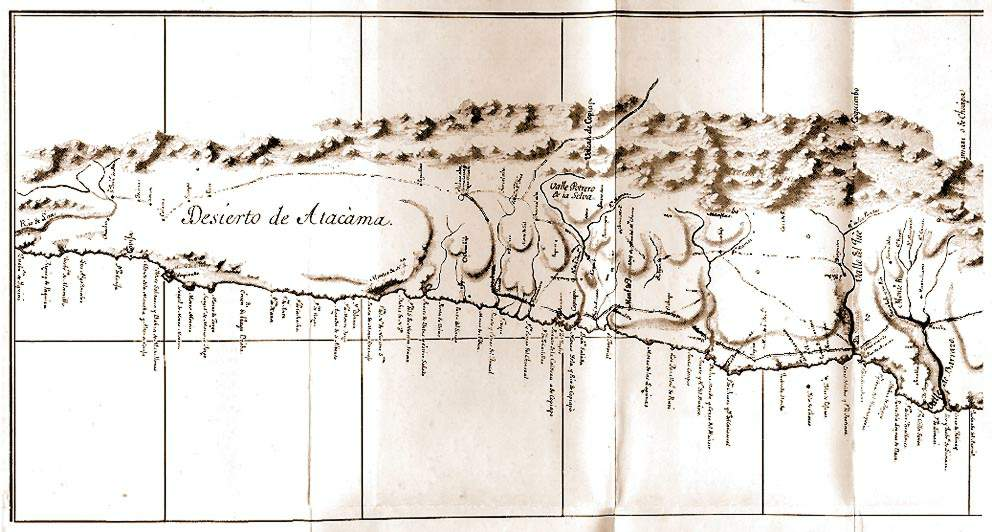
Mapa de Andrés Baleato, de 1793 mostrando el límite entre Chile y Perú en el río Loa.

Una vez asentado el imperio español en la costa oeste de América del Sur en el siglo XVI, se creó una estructura administrativa adecuada a las ganancias que proporcionaban las regiones a la metrópolis central, quedando Perú como un virreinato y Chile como una capitanía general. La capitanía del sur era tan pobre que Lima debía financiar las defensas españolas con el Real Situado. Según Sergio Villalobos esta diferencia en lo administrativo generó un cierto alejamiento en el desarrollo cultural que terminaría a veces en desprecio mutuo por la vanidad de unos y la pobreza de otros.: 15 
Otro de los problemas que se heredaron de la época colonial fueron la falta de fronteras precisas entre los entes coloniales Perú, Alto Perú (o Audiencia de Charcas) y Chile. Dado que todos pertenecían al rey de España, nunca la administración se preocupó de definir con precisión las fronteras entre ellos. Existieron sobre el tema promesas, reformas, mapas, derechos y concesiones que se contradicen, son de una jerarquía indeterminada o son inaplicables debido al desconocimiento de la geografía.: 52  Esta sería posteriormente una de las fuentes de problemas entre los herederos que fijaron el Uti possidetis iuris como regla general de sus fronteras.

### Nuevas repúblicas
Tras las primeras batallas de la independencia, los nuevos gobiernos no tardaron en comprender que no habría paz ni independencia duradera hasta que se expulsase el último reducto colonial de América del Sur. Esa fue la razón de la ayuda del gobierno de Buenos Aires a Chile y del esfuerzo de O'Higgins para enviar la expedición Libertadora del Perú. Esa empresa también dejaría ronchas entre los vecinos: los costos de expedición, la intervención de San Martín en la política interna del Perú (que el gobierno chileno le había expresamente vedado), y los roces entre Cochrane y San Martín ensombrecieron la relación entre las dos nuevas repúblicas.
Durante las primeras décadas republicanas, las nuevas naciones siguieron su desarrollo sin el contacto directo con sus vecinos, separados por vastas regiones inhabitadas, que impedían una confrontación pero también el conocimiento cabal y más aún el aprendizaje mutuo. Fabián Berríos cita a Simón Bolívar:: 91 "Yo considero el estado actual de América, como cuando desplomado el imperio romano cada desmembración formó un sistema político conforme a sus intereses y situación, o siguiendo la ambición particular de algunos jefes, familias o corporaciones ..."
El caudillismo creó gobiernos aferrados al poder y no al servicio del bienestar de la población, gobiernos incapaces de llevar a cabo políticas que eran necesarias pero que podrían poner en peligro su permanencia en el poder.
Varios sucesos ocurridos durante la formación de las repúblicas, tanto sucesos políticos como económicos y sociales, acentuaron las diferencias y los antagonismos: la cesión por Simón Bolívar del actual territorio de Antofagasta a Bolivia, la guerra contra la Confederación Perú-Boliviana (1836), la expansión de empresas y trabajadores chilenos en Perú y Bolivia, la permanente competencia entre Valparaíso y El Callao por atraer el comercio americano con Europa,: 39  la continua amenaza boliviana de unirse ya sea a Perú o a Chile en detrimento del otro, la estabilidad institucional de Chile al contrario de la inestabilidad en Perú y Bolivia, la expedición de Quevedo desde Chile contra el gobierno boliviano de Frías, el conflicto limítrofe entre Bolivia y Perú que duraría entre 1825 hasta 1909, etc.
Cuando se acercaba la mitad del siglo XIX, la explotación de los recursos naturales estimuló la búsqueda de minerales en las zonas desconocidas.
Solo la guerra hispano-sudamericana (1865-1866) volvió a unir por unos años a los países de la costa suroeste de América, tras lo cual continuaron los desentendidos como el incidente diplomático entre Perú y Chile en 1868.
Desarrollo de Bolivia
Bolivia, en el centro de América del Sur, podría ser el país que une a sus vecinos pero al contrario, primero perteneció al Tiwantisuyo, luego al virreinato del Perú, luego al virreinato de La Plata, luego se independizó para continuamente sugerir una alianza con Chile o con Perú.
Al declararse independiente, Bolívar le concedió, sin consulta a los vecinos, los territorios de la actual Antofagasta como salida al mar, en circunstancias que sus regiones pobladas estaban lejos de Cobija, el puerto previsto que tuvo que ser fundado y que nunca prosperó. La salida boliviana natural al Pacífico es por Arica, entonces puerto peruano que Bolivia pretendió ocupar ya sea por compra o por la guerra.
El carácter fuertemente agrario y semifeudal de la economía boliviana impidió el desarrollo institucional y económico del país, además era dependiente en gran medida del Perú en su comercio exterior a través de Arica ya que su puerto de Cobija era demasiado lejano e inaccesible. Esto impidió el interés boliviano en los depósitos guaneros de su costa que fueron explotados por empresarios peruanos.: 158  Los empresarios chilenos tenían fuertes inversiones en la banca y la minería boliviana. Esta dependencia de dos actores que tenían intereses en conflicto, coloco a Bolivia en un campo de fuerzas en que no podía acceder a uno sin desmedro del otro. Indeciso, el gobierno de Bolivia primero dio amplios derechos a los empresarios salitreros chilenos, pero siguió dependiente del puerto peruano de Arica. En vísperas de la guerra se los quitó y firmó un tratado de defensa con Perú.
La forma de gobierno en Bolivia era lo que Rummel llama "iliberal".
Desarrollo de Chile
Dentro de América Latina el país del sur había logrado una inédita estabilidad política, un sólido desarrollo institucional.  Los historiadores llaman la atención sobre la ordenada sucesión de presidentes elegidos en la república en comparación con la larga lista de gobernantes de Bolivia y Perú que eran depuestos por alzamientos militares. Esta continuidad institucional tendría efectos sobre la preparación de sus fuerzas, la logística y sobre los esfuerzos que el gobierno exigiría de sus gobernados.
Historiadores peruanos apuntan correctamente que Diego Portales, en vista de la diferencia con sus vecinos, postuló seguir una política exterior que sirviese a los intereses de Chile y un sistema político pragmático que asegurase la gobernabilidad de la nación en contraposición a las "ilusiones democráticas".: 130 
Sin embargo, esta "realpolitik" aisló a Chile de sus vecinos, acentuando los incipientes conflictos fronterizos con Bolivia y Argentina y exacerbando con Perú la competencia por la hegemonía en el Pacífico Sur. En el caso de Antofagasta, Bolivia no solo había concedido derechos de explotación a los capitales chilenos, también se les hizo parte de un tratado de límites y la zona de hecho se había convertido en un exclave chileno porque la población era mayoritariamente chilena.
Desarrollo de Perú
Perú fue siempre, visto desde Chile, como un país de enormes recursos humanos y naturales. Portales escribe a un amigo sobre su regreso a Chile tras su fracasada estadía en el Perú:: "Nos retiramos de la tierra del oro más pobres que cuando salimos de la tierra de la miseria".: 129  Durante la colonia se explotó oro y plata y en la década de los 1840s se comenzó a exportar guano y luego salitre. A la era del guano se le llama la falaz prosperidad porque en vez de aumentar la riqueza del país solo se aumentaron las deudas.
La salida de la flota española tras la guerra de 1865 fue interpretada en Lima como la confirmación de que su nación tenía un destino rector en el sur del continente, que tenía una voz que debía ser escuchada y temida, así se lo advirtió a Chile durante el incidente de la expedición de Quevedo,: 2273  "por razones de justicia, de política y de conveniencia que asisten al Perú".: 2273  También intervino abiertamente en Bolivia para lograr la rescisión del Tratado de 1866 e impedir la firma del acuerdo Lindsay-Corral y obligar una mediación de Perú y Argentina.: 2276 
La incapacidad de los gobernantes peruanos de controlar y vigilar sus gastos, de hacer inversiones rentables llevaron al Perú una y otra vez a las crisis financieras, a la incapacidad de pagar sus deudas externas. La década de los años 1870 trajo consigo el Pánico de 1873 y la Gran Depresión (1873-1896), que afectaron las economías exportadoras de América del Sur, pero especialmente a Perú, que en 1876 ingresó por segunda vez desde su independencia en una cesación de pagos.: 11 
Un importante rol en la economía peruana jugó el estanco del salitre que puso bajo control estatal (expropiando o controlando) las explotaciones salitreras en 1873 para impedir la competencia con el guano. Para ello se expropiaron también las posesiones de empresarios chilenos.

### La cuestión social
El desarrollo social alcanzado por los tres países era diferente y lejano a lo que hoy conocemos. En Chile, donde habían elecciones regularmente, podían votar solamente los que sabían leer y escribir y que poseían bienes raíces, con lo que una gran parte de su población no participaba en la generación de soluciones políticas en el país.: 250 
En Perú, cuyos gobiernos se sucedían al ritmo de derrocamientos, existían aun mayores desigualdades. Culies e indios se encontraban carentes de los derechos de otros peruanos y correspondiendo a eso su participación en la guerra fue diferente a la que sus gobernantes esperaban. 
Estas diferencias y otras condujeron a que en Chile existiera un sentido nacional del que carecían las poblaciones de Perú y Bolivia. Gracias a ese sentido de pertenencia a la misma nación, la clase gobernante chilena pudo transmitir a todos la urgencia y necesidad de defender sus intereses.
Cuando Henry Meiggs fue contratado por el gobierno peruano para la construcción de ferrocarriles, llevó consigo a miles de trabajadores chilenos que emigraron hacia el norte en busca de una mejor vida. En Antofagasta, Caracoles, en el Callao y las serranías peruanas encontraron trabajos que los habitantes no podían o no querían hacer. Lejos de su país, debieron enfrentar abusos de parte de las autoridades bolivianas y peruanas.: 93–94  En Antofagasta, ciudad que habían levantado y daban vida, existían tendencias separatistas a favor de una integración a Chile.[cita requerida] Chile había incluso asegurado en el Tratado de 1874 los derechos económicos de sus nacionales en la zona de Antofagasta y el estado chileno representó ante Bolivia la negativa empresarial a pagar un nuevo impuesto que contradecía el artículo 4 del Tratado.

### Economía mundial
Una vez desarrollada la revolución industrial en Europa y en los Estados Unidos de América, se comenzaron a integrar a ese sistema las economías periféricas de otros países que deseaban profitar de la exportación de sus productos. Chile exportaba cobre, plata y trigo: 236 , Perú guano, salitre y azúcar y Bolivia: 151  en menor medida Quina y Coca.
Esta carrera por integrarse al comercio mundial significó la búsqueda de tales riquezas y el valoramiento mayor de territorios hasta entonces desconocidos y despreciados. También significó una dependencia financiera y tecnológica de los países centrales: los avanzados elementos del material de guerra, cañones, fusiles y barcos, vendidos por los países centrales eran dificílmente reemplazables por productos nacionales. 
Para los países centrales, Europa y los EE. UU., una alianza con países pobres e indefensos ante ellos, nada aportaba. Diferente era la situación dentro de América del Sur, donde se probaban diferentes constelaciones de intereses y enemigos comunes.
La Gran Depresión (1873-1896) afectó las economías de los tres países que ya estaban débilitadas. Disminuyó el flujo de inversiones y redujo los precios de las exportaciones.: 241 

### Conflictos fronterizos
Cuando Perú entró en pingües negocios con la exportación del guano, el gobierno chileno de Bulnes, para asegurar su soberanía sobre posibles depósitos, declaró en 1842 por decreto que la frontera norte del país alcanzaba hasta el paralelo 23°S, provocando la protesta de Bolivia que consideraba que sus derechos llegaban hasta el paralelo 26°S de la costa del Pacífico. El candente conflicto pudo ser postergado por la llegada a las costas americanas de la sospechosa Comisión Científica del Pacífico que terminaría en la guerra de Ecuador, Bolivia, Perú y Chile contra España.
Una vez terminada la guerra contra la antigua potencia colonial, Bolivia y Chile firmaron el Tratado de límites entre Bolivia y Chile de 1866. Posteriormente, a consecuencia de las dificultades en la aplicación de las normas del tratado, ambos gobiernos acordaron el Acuerdo Lindsay-Corral, pero este no fue ratificado por el parlamento boliviano. Perú vio con el tratado mermadas sus posibilidades de controlar la producción de salitre y un acercamiento entre ambos firmantes que era a contrapelo de los intereses peruanos en el Pacífico.: 2274  Lima ejerció presión sobre Bolivia para desahuciar el tratado y el acuerdo, y obligar a Chile a un arbitraje por parte de Perú y Argentina. Primero, Bolivia siguió los consejos de Perú y firmó en 1873 el secreto Tratado de Alianza Defensiva, al que debía incorporarse Argentina con el fin de doblegar a Chile.

### La lucha geopolítica entre Perú y Chile
Desde la época precolombina y hasta la independencia, el Imperio incaico y su sucesor, el Virreinato de Perú fueron el centro cultural y político de la costa oeste. El territorio al sur conoció antes de la llegada de los españoles solo pucarás y no ciudades. Tras la conquista se convirtió en la Capitanía General de Chile, una entidad a la que el virrey debía suministrar el Real Situado, los medios para defenderse de piratas y sublevaciones indígenas.: 13  Esta relación llevó a la formación de un sentimiento de superioridad de los peruanos y de inferioridad de los chilenos.: 15  Entre Perú y Chile se intensificó la competencia por obtener la supremacía en el comercio y el liderazgo político en la costa oeste de Suramérica. Santiago y Lima pretendían hacer de sus puertos los principales centros de comercio de la costa oeste con Europa. En Perú se comentaba en 1873 la "anexión" de Atacama y la de la Patagonia como contrarias a la familia hispanoamericana. Perú se sentía obligado a guiar a los países hispanoamericanos interesados para reducir a Chile al límite que quería sobrepasar.: 2275  Diego Portales había recomendado en 1836 dominar el Pacífico.: 72 

### Sistema de alianzas
En la década anterior a la Guerra se formaron varias alianzas entre las potencias nacientes, basadas en intereses comunes y su aporte de capacidad financiera y militar: 136–137  Así ocurrió con la alianza que conduciría a la guerra de la Triple Alianza.
Un tratado defensivo unió a Perú y Bolivia en 1873 para "reducir a Chile al límite que no debía sobrepasar": 2275 , posteriormente se esperaba el ingreso de Argentina que disputaba con Chile Tierra del Fuego y Patagonia. Pero Bolivia no tenía marina de guerra y su ejército no era fuerte, por lo que una alianza con ella solo traía costos y esfuerzos. Para Perú tenía sentido porque veía Bolivia como un muro de contención contra Chile y además podía expulsar a las empresas chilenas y explotar los depósitos de salitre y guano bolivianos en condiciones muy favorables. Pero para Argentina, que no tenía interés alguno en el desierto de Atacama, una alianza con Bolivia no reportaba ganancias. Por esa razón Argentina ofreció a Perú un tratado de defensa bilateral.: 2280  Perú que no tenía nada que ganar en un conflicto por tierras lejanas, rechazó la oferta e insistió en el tripartito.: 2280  Se debe hacer notar que hasta diciembre de 1874, Perú poseía la más poderosa armada en la costa oeste de América del Sur.: 2284 

Intereses y conflictos. Los países beligerantes y Argentina estaban involucrados en diferentes conflictos económicos y territoriales que deseaban resolver a su favor mediante alianzas.

Chile ofreció a Bolivia varias veces, antes: 2271  y durante la guerra, unirse contra Perú para que Bolivia se apoderara del anhelado puerto de Arica. Pero Bolivia lo rechazó por lealtad a Perú.
A fines de 1874 la Armada de Chile recibió la primera de 2 fragatas blindadas que inclinaron la balanza de poder naval a favor de Chile. Perú entonces instruyó a su embajador en Buenos Aires, rechazar "sin que se note" cualquier intento argentino de revivir el tratado secreto. Bolivia, en 1874, por razones que no están claras, se acercó nuevamente a Chile con el Tratado de límites entre Bolivia y Chile de 1874 para violarlo en 1878 e invocar la aplicación de la alianza a Perú. Se debe notar que al firmar el Tratado de 1874, Bolivia no tuvo la anuencia del Perú, violando así el Tratado de 1873 que preveía una acción conjunta en tales casos.

### Guano y salitre

Ubicación de los depósitos de salitre en Bolivia, Chile y Perú.

A partir de la década de 1850 se intensificó la integración de los países sudamericanos al comercio internacional mediante la exportación de sus recursos naturales como el cobre, plata, caucho, salitre, guano, trigo, etc., que eran comprados por los países más industrializados, Europa o los Estados Unidos de América. Este cambio trajo dos consecuencias, primero el interés y la disputa por territorios que anteriormente eran poco considerados, y la segunda fue que Chile, Brasil, Perú y Argentina ya no solo eran importantes en un marco regional (cuenca del Plata o costa oeste) sino que pasaron a convertirse en potencias con suficiente estabilidad y riqueza para influenciar el continente a favor de sus propios intereses.: 111 : 108–109  Esta proceso fue intensificado por los progresos técnicos como los barcos a vapor, el telégrafo y el ferrocarril.
En 1840, Perú comenzó a vender guano a Europa y luego a los Estados Unidos, con lo que comenzó la llamada era del Guano con enormes recaudaciones fiscales que se mantuvieron por 2 décadas. El capital fresco y los préstamos recibidos con la hipoteca de los depósitos del guano fueron invertidos en proyectos como líneas férreas: 107 , en la Exposición Internacional de Lima de 1872, el pago de deudas anteriores y en gastos ordinarios como sueldos y premios. A partir de 1870 comenzaron a decaer la calidad, cantidad y el precio del guano en el mercado internacional.: 112 
En Chile, tras años de estabilidad política, había logrado rehacer la flota mercante nacional y reconstruir el puerto de Valparaíso, ambos destruidos durante la Guerra hispano-sudamericana.: 333  Capitalistas chilenos tenían intereses en Corocoro (cobre) en Huanchaca (plata), en el primer banco boliviano y a mediados de la década de 1860 apareció un nuevo fertilizante en el comercio internacional, el salitre, que también comenzó a ser explotado en Bolivia por una empresa chilena que finalmente se llamó Compañía de Salitres y Ferrocarriles de Antofagasta. En 1870 se descubrió el Mineral de Caracoles (plata), aumentando así la acumulación de capital y trabajo chileno en una región boliviana.
El crecimiento económico de Chile fue acompañado por la emigración al desierto de Atacama y a Perú de miles de chilenos que poblaron lugares inhóspitos y en el Litoral boliviano hacían la mayoría de la población.
Los depósitos de fertilizantes guano (biológico) y salitre (químico) para la exportación rentable existían en la costa del Perú y de Bolivia. Inicialmente fueron explotadas por empresarios peruanos, chilenos y europeos.: 2237  Las ganancias peruanas de la exportación del guano comenzaron a disminuir a partir de la década de 1860s, en parte por el agotamiento de los mejores depósitos, en parte por la competencia del salitre. 
Perú inició medidas como la compra por medio de un testaferro (Enrique Meiggs) de las licencias de explotación de los depósitos del Toco, "el estanco (1873) y la expropiación (1875) del salitre de Tarapacá, y la búsqueda de una coordinación con Bolivia (desde 1876) para evitar que el salitre producido por chilenos e ingleses en Atacama hiciera competencia a la producción de Tarapacá." Esta política peruana tenía como objetivo eliminar la competencia de la empresa chilena Compañía de Salitres y Ferrocarril de Antofagasta (CFSA) en el negocio del salitre.
Este plan requería el concurso del gobierno boliviano, para que por un lado “adoptara leyes de impuestos y reglamentaciones análogas a las que el Perú” y por el otro se suscribieran acuerdos comerciales bilaterales.: 382 
Sin embargo, la CSFA asentada en Valparaíso y con un 30% de capitales británicos de Anthony Gibbs & Sons,: 385  explotaba el salitre boliviano bajo el alero del Tratado de Límites de 1874 que prohíbia nuevos o mayores impuestos. Esta empresa se negó a disminuir su producción en Antofagasta a pesar de una advertencia de su socio inglés  de las presiones que sufrirían de parte del gobierno peruano en caso de negarse.
La CFSA, a través de sus accionistas y la prensa, ejerció presión sobre el gobierno chileno para ocupar esos territorios. Más aún, habían grupos de chilenos en Antofagasta que promovían la incorporación a Chile de esos territorios. El gobierno chileno nunca apoyó tales grupos, y si habían intereses económicos interesados en la ocupación de Antofagasta, también había otros de mayor cuantía que tenían inversiones mineras y bancarias en otros sectores de la economía de Bolivia. Estos grupos ejercían presión contra una guerra porque sabían que sus propiedades y derechos en el altiplano serían confiscados en caso de la ocupación, tal como ocurrió posteriormente.
Al contrario del vínculo empresarial chileno en la Guerra, que ha sido intensamente estudiado en las universidades de Chile y el resto del mundo,: 285  la historiografía peruana tradicional ha soslayado el estudio de los intereses salitreros peruanos en el origen de la guerra. Jorge Basadre reconoce que "Al realizar el Estado peruano con la ley de 28 de marzo de 1875, la expropiación y el monopolio de las salitreras de Tarapacá, era necesario evitar la competencia de las salitreras bolivianas del Toco.",: 2278  y, varias páginas después, no descarta otras acciones: "y es posible que determinados elementos en el Perú, en beneficio del negocio del salitre y de los negocios con este producto hechos por los bancos, vieran favorablemente una eliminación de las salitreras existentes en Bolivia y en Chile.": 2287  Pero cuando da su sentencia sobre las causas de la guerra, no menciona ese interés:: 2305  "Según la tesis boliviana y peruana, fue una aventura de conquista de Chile, un pueblo fuerte pero pobre contra sus débiles y desorganizados vecinos a quienes el peligro había unido en una simple alianza defensiva." Tampoco lo hace en una lista de 12 causas inmediatas, causas remotas y factores inmediatos que da en la página 2313.: 2313  En ninguna parte Basadre señala un interés peruano en el salitre boliviano.

## Causas detonantes de la guerra
En el contexto antes descrito se encendió una mecha que sería el impuesto de los 10 centavos y que haría estallar la guerra.

### Nuevo impuesto boliviano
En 1875 el municipio de Antofagasta había intentado imponer un nuevo impuesto de 3 centavos por quintal a la CFSA. Esto fue rechazado por las autoridades de La Paz por ser contrario al Tratado de 1874. El 14 de febrero de 1878 el parlamento boliviano aprobó una ley que imponía un nuevo impuesto de 10 centavos a la CFSA, por cierto solo a esa compañía y no a las del Toco.
La compañía chilena se negó y solicitó la representación de sus derechos al gobierno chileno. El gobierno chileno declaró que el impuesto sería el fin del Tratado de Límites y que en ese caso Chile haría valer sus derechos sobre el territorio cedido a Bolivia.

### Reaparición del Tratado de 1873
Cuando Hilarión Daza se enfrentó a Chile por el nuevo impuesto, solicitó al presidente peruano Prado la entrada en vigor del Tratado Secreto. Según algunos historiadores, el Tratado de Alianza Defensiva de 1873 había sido olvidado en Perú, que nadie esperaba su aplicación tras la llegada a Chile de la fragata blindada Cochrane y que en todo caso debería haber sido desahuciado mucho antes de 1878. Como sea, Prado y algunos estrategas del Perú debieron saber que su Marina de Guerra estaba en clara desventaja técnica frente a la Armada de Chile. Más aún, Perú no estaba obligado a aliarse con Bolivia, menos aun cuando Bolivia había firmado un tratado con Chile, en 1874, sin el necesario acuerdo con Perú.

### Ocupación de Antofagasta
Cuando el gobierno de Daza se negó a continuar las negociaciones sin embargar los bienes de la CFSA, el gobierno de Chile ordenó la ocupación de Antofagasta el 14 de febrero de 1879, exactamente 1 año después de la aprobación de la ley en el parlamento de Bolivia. Esta fase del conflicto puede entenderse como coacción no violenta, dado que las fuerzas bolivianas se retiraron de la zona frente a una fuerza armada que le sobrepasaba en número y armas en una ciudad poblada mayoritariamente por chilenos. Desde ese momento y por orden del gobierno, se consideró la zona al sur del paralelo 23°S como parte de la República, no como zona invadida. Bolivia continuó ejerciendo soberanía sobre el territorio al norte del 23°S hasta la frontera con Perú.

### Mediación de Lavalle
El gobierno de Prado en Lima enfrentaba un dilema. Por un lado sabía que no estaba preparado para una guerra y que tampoco tenía la obligación de hacer valer el pacto de alianza que ya una vez había sido roto por Bolivia al firmar un tratado inconsulto con Chile. Por otro lado, la presión de la calle y de la prensa hacían temer a Prado una revuelta en caso de no llamar a las armas al pueblo. Prado también pensaba que su país había prometido apoyo y que debía cumplir su palabra. Es lo que Rummel llama "honor en juego". 
Algunos autores intuyen la existencia de un plan peruano para finalmente controlar las salitreras bolivianas con el consiguiente monopolio mundial sobre la producción de guano y salitre. Esa, según ellos, sería la verdadera razón de la entrada de Perú a la guerra al lado de Bolivia. Efectivamente hay correspondencia diplomática peruana que preveía el rompimiento entre Chile y Bolivia con la solicitud boliviana de mediación a Argentina y Perú. Posteriormente, por coacción contra Chile, este país debía aceptar las condiciones impuestas por los tres países del tratado secreto. Jorge Basadre niega tal intención, y sostiene que la causa era la desidia de la diplomacia peruana en el cumplimiento de su trabajo.: 2293 
Colocado en esa disyuntiva, el gobierno de Perú envió a Chile una delegación para ofrecer su mediación en el conflicto. En Chile, la opinión pública desconocía el Tratado Secreto, y es discutido si acaso su gobierno lo conocía y cual sería la seriedad que se le asignaba a tal noticia. La oferta de mediación era totalmente desfavorable a los intereses de Chile, la CFSA quedaba embargada, las tropas chilenas debían retirarse, incluso llegó a ofrecerse la participación de Argentina en la mediación, que fue rechazada de plano por Chile.
Daza, el presidente de-facto boliviano, vio grandes expectativas de éxito porque creía que Perú era una potencia militar a la que Chile debía temer y declaró la guerra a Chile en marzo de 1879. Bolivia no tenía los medios militares para enfrentar a la Armada de Chile ni a su ejército. Con su declaración de guerra buscaba solo precipitar la guerra que el creía ya ganada con la sola participación del Perú. En respuesta Chile ocupó el litoral boliviano hasta el río Loa, que era considerado la frontera con Perú.
Cuando el gobierno peruano reconoció que estaba comprometido con Bolivia por un pacto de alianza militar y pidió tiempo para la decisión de definir su netralidad o su participación en la guerra, el gobierno de Chile declaró la guerra a los aliados el 5 de abril de 1879. Perú invocó el casus foederis el 6 de abril de 1879.

## Continuación de la guerra
Tras las primeras campañas navales y militares en que la suerte de la guerra siempre le fue adversa, se puede hacer la pregunta ¿por qué continuó la guerra?. 